# Gubler
Gubler ist ein Schweizer Familienname.

Familienfahne

## Bürgerorte
- Kienberg im Kanton Solothurn
- Aawangen im Kanton Thurgau (nach der Gemeindefusion gilt Aadorf TG als Bürgerort).
- Gündisau im Kanton Zürich (Gündisau ist Teil der politischen Gemeinde Russikon).

## Namensgeschichte
Die Namensherkunft ist unklar.

Der Name Gubler erscheint in den Urkunden von Kienberg erstmals im Jahr 1583, als ein Hans Gubler Untervogt von Kienberg wurde.

## Personen
- Eduard Gubler (1891–1971), Schweizer Maler und Grafiker
- Eduard Gubler (Mathematiker) (1845–1921), Schweizer Mathematiker und Lehrer
- Ernst Gubler (1895–1958), Schweizer Bildhauer und Maler
- Friedrich Gubler (1900–1965), Schweizer Journalist
- Hans Martin Gubler (1939–1989), Schweizer Kunsthistoriker
- Jacques Gubler (1922–2018), Schweizer Richter und Regierungsstatthalter
- Martha Gubler-Waigand (1902–2005), Schweizer Fotografin
- Jakob Gubler (1891–1963), Schweizer Maler und Kunstpädagoge
- Matthew Gray Gubler (* 1980), US-amerikanischer Filmschauspieler, Filmemacher, Fotomodell und Maler
- Max Gubler (1898–1973), Schweizer Maler
- Rico Gubler (* 1972), Schweizer Saxophonist und Hochschullehrer
- Thomas Gubler (* 1960), Geologe
- Walter Gubler (* 1965), Schweizer Mathematiker